# عبد الرحمن الحيدري
عبد الرحمن الحيدري (مواليد 25 ديسمبر 1996) هو لاعب كرة قدم سعودي لعب سابقاً في نادي أحد.

## وصلات خارجية
- عبد الرحمن الحيدري